# Pentti Malaska
Pentti Ensio Malaska (11 avril 1934 à Käkisalmi (autrefois Finlande, aujourd'hui Russie) — 15 mars 2012 à Helsinki) était professeur d'économie à la Turku School of Economics.
Il était membre honoraire du Club de Rome.